# 京力士
京力士出生於紐西蘭，曾於香港出任中華基督教會銘賢書院創校校長及英華書院校長，其後到香港考試局任職，於1991年至1996年期間擔任該局副秘書長。
1995年起，香港公開考試（包括香港中學會考及香港高級程度會考）英語科的聆聽測驗開始經由香港電台播放，京力士選擇了綠袖子作為背景音樂，一直沿用至現今的香港中學文憑考試。